# Just Like a Woman
〈Just Like a Woman〉은 미국의 싱어송라이터 밥 딜런이 작곡한 곡으로 1966년 음반 《Blonde on Blonde》에 처음 수록되었다. 1966년 8월 미국 싱글로도 발매되어 빌보드 핫 100에서 33위로 정점을 찍었다. 딜런의 〈Just Like a Woman〉 녹음은 영국에서 싱글로 발행되지 않았지만 영국의 비트 그룹인 맨프레드 맨은 1966년 7월에 히트곡 한 곡을 발표했는데, 이 곡은 영국 싱글 차트 10위에 정점을 찍었다. 2011년 《롤링 스톤》은 딜런의 곡을 역사상 가장 위대한 노래 500곡 목록에서 232위로 순위를 매겼다.